# Попуднянська сільська рада
Попу́днянська сільська́ ра́да — адміністративно-територіальна одиниця та орган місцевого самоврядування в Монастирищенському районі Черкаської області. Адміністративний центр — село Попудня.

## Загальні відомості
- Населення ради: 922 особи (станом на 2001 рік)

## Населені пункти
Сільській раді підпорядковані населені пункти:
- с. Попудня
- с-ще Забіляни

## Склад ради
Рада складається з 12 депутатів та голови.
- Голова ради: Іщук Григорій Іванович
- Секретар ради: Завальнюк Наталія Володимирівна

### Керівний склад попередніх скликань
| Прізвище, ім'я, по батькові | Основні відомості                                                                       | Дата обрання | Дата звільнення |
| --------------------------- | --------------------------------------------------------------------------------------- | ------------ | --------------- |
| Іщук Григорій Іванович      | Сільський голова, 1954 року народження, освіта середня спеціальна, безпартійний         | 26.03.2006   | 31.10.2010      |
| Іщук Григорій Іванович      | Сільський голова, 1954 року народження, освіта середня спеціальна, член Партії регіонів | 31.10.2010   |                 |

Примітка: таблиця складена за даними сайту Верховної Ради України

### Депутати
За результатами місцевих виборів 2010 року депутатами ради стали:

#### За суб'єктами висування
| Суб'єкт висування                                       | Кількість обраних депутатів | %    |
| ------------------------------------------------------- | --------------------------- | ---- |
| Партія регіонів                                         | 7                           | 58,3 |
| Політична партія Всеукраїнське об'єднання «Батьківщина» | 2                           | 16,7 |
| Самовисування                                           | 2                           | 16,7 |
| Народна партія                                          | 1                           | 8,3  |

#### За округами
| № округу                                                | Прізвище, ім'я, по батькові     | Дата визнання обраним | Освіта             | Партійна приналежність                        | Відомості про обраного депутата               |
| ------------------------------------------------------- | ------------------------------- | --------------------- | ------------------ | --------------------------------------------- | --------------------------------------------- |
| Народна Партія                                          |                                 |                       |                    |                                               |                                               |
| 3                                                       | Вайнер Марія Василівна          | 05.11.2010            | вища               | позапартійна                                  | Попуднянська загальноосвітня школа, директор  |
| Партія регіонів                                         |                                 |                       |                    |                                               |                                               |
| 1                                                       | Мамчур Зінаїда Семенівна        | 05.11.2010            | середня спеціальна | член Партії регіонів                          | пенсіонер                                     |
| 5                                                       | Лукашенко Анатолій Іванович     | 05.11.2010            | середня            | член Партії регіонів                          | ФГ"Ладіс", водій                              |
| 6                                                       | Кулик Сергій Володимирович      | 05.11.2010            | середня спеціальна | член Партії регіонів                          | ФГ"Ладіс", тракторист                         |
| 7                                                       | Завальнюк Наталія Володимирівна | 05.11.2010            | середня спеціальна | член Партії регіонів                          | Попуднянська сільська бібліотека, бібліотекар |
| 8                                                       | Хліменко Петро Васильович       | 05.11.2010            | вища               | член Партії регіонів                          | ФГ"Ладіс", агроном                            |
| 10                                                      | Остапчук Людмила Леонідівна     | 05.11.2010            | середня спеціальна | член Партії регіонів                          | ФГ"Ладіс", бухгалтер                          |
| 11                                                      | Олійник Петро Олександрович     | 05.11.2010            | середня            | член Партії регіонів                          | ФГ"Ладіс", водій                              |
| Політична партія Всеукраїнське об'єднання «Батьківщина» |                                 |                       |                    |                                               |                                               |
| 4                                                       | Ясінська Наталія Михайлівна     | 05.11.2010            | середня спеціальна | позапартійна                                  | Попуднянська загальноосвітня школа, вчитель   |
| 9                                                       | Педченко Юрій Павлович          | 05.11.2010            | вища               | член Всеукраїнського об'єднання «Батьківщина» | «Агро віт» с. Бачкурине, охоронник            |
| Самовисування                                           |                                 |                       |                    |                                               |                                               |
| 2                                                       | Бондар Павло Семенович          | 05.11.2010            | середня спеціальна | член Партії регіонів                          | ФГ"Ладіс", електрик                           |
| 12                                                      | Пастушенко Світлана Михайлівна  | 05.11.2010            | середня спеціальна | член Всеукраїнського об'єднання «Батьківщина» | домогосподарка                                |